# Vulcanologia da Islândia

Zonas e sistemas vulcânicos da Islândia.
- Zona Norte
- Zona Este
- Zona Oeste
- Zona de Öræfajökull
- Zona das Ilhas Vestmann
- Zona das Snæfellsnes

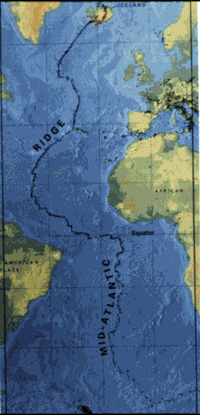
Mapa mostrando a localização da Dorsal Mesoatlântica

A Islândia tem uma forte concentração de vulcões devido a estar situada na zona de encontro da placa Eurasiática com a placa norte-americana, mais exatamente na Dorsal Mesoatlântica, uma cordilheira submarina que se estende sob o Oceano Atlântico e o Oceano Ártico, cujos pontos mais elevados emergem em vários locais, formando ilhas.

Existem cerca de 130 montanhas vulcânicas, tendo 18 delas tido erupções desde que a ilha foi descoberta e colonizada por volta do ano 900.

Os vulcões da Zona Este têm sido os mais ativos, com especial preponderância para Grímsvötn, Laki e Eyjafjallajökull.

Os vulcões mais importantes são:
- Zona Norte - Askja, Herðubreið, Kolbeinsey, Krafla, Kverkfjöll
- Zona Este - Bárðarbunga, Eyjafjallajökull, Grímsvötn, Hekla, Katla, Laki, Vatnajökull
- Zona Oeste – Ok, Skjaldbreiður
- Zona de Öræfajökull - Öræfajökull
- Zona das Ilhas Vestmann - Eldfell, Surtsey
- Zona das Snæfellsnes - Snæfellsjökull

## Últimas erupções registadas
- Fagradalsfjall (2021)

- Bárðarbunga (2014–2015)
- Eyjafjallajökull (2010)
- Grímsvötn (2011)
- Katla (2010)
- Hekla (2000)
- Laki/Skaftáreldar (1783–84)

Nota linguística - Em islandês, Eldstöð significa vulcão, e jökull equivale a glaciar ou geleira.